# Fear of the Dark
Fear of the Dark er det niende studiealbum fra det britiske heavy metalband Iron Maiden der blev udgivet d. 12 maj 1992 gennem EMI i England og Epic Records i USA. Efter albumsudgivelsen forlod Bruce Dickinson bandet for at fokusere på sin solokarriere. Hans afløser blev Blaze Bayley som også var stifter af bandet Wolfsbane. Bayley optrådte som vokalist på to studiealbums inden Bruce Dickinson vendte tilbage til Iron Maiden i 1999.   
Albumcoveret er det første af Iron Maidens udgivelser der ikke blev designet af Derek Riggs. I et interview med MTV fortalte Bruce Dickinson at de havde spurgt tre forskellige designere om at tegne et cover og havde derved valgt det bedste. Melvyn Grants illustration blev valgt frem for det Riggs foreslog. Melvyn Grant har siden da tegnet yderligere to albumcovere til Iron Maiden samt coveret til deres single "The Reincarnation of Benjamin Breeg" hvilket gjorde ham til den anden mest brugte tegner for maskotten Eddie efter Riggs.
Albummets musikstil er lidt mere eksperimenterende hvilket f.eks. kan høres i sangen "Be Quick or Be Dead" der lyder mere som speed metal. "Afraid to Shoot Strangers" var bandets mest politiske sang siden "2 Minutes to Midnight." Albummet var også første der indeholdt sange guitarist Janick Gers havde været med til at skrive samt den sidste udgivelse med veteranproduceren Martin Birch der efterfølgende trak sig tilbage.
Kun sangene "Fear of the Dark" og "Afraid to Shoot Strangers" overlevede turnéerne gennem 1993. "Fear of the Dark" blev et meget populært livenummer og er det stadig i dag. 
"Afraid to Shoot Strangers" blev en jævnlig tilføjelse til livenumrene gennem Blaze Bayleys tid i Iron Maiden men har aldrig været spillet siden Bruce Dickinson kom tilbage til bandet.

## Numre
1. "Be Quick or Be Dead" (Bruce Dickinson, Janick Gers) – 3:24
2. "From Here to Eternity" (Steve Harris) – 3:38
3. "Afraid to Shoot Strangers" (Harris) – 6:56
4. "Fear Is the Key" (Dickinson, Gers) – 5:35
5. "Childhood's End" (Harris) – 4:40
6. "Wasting Love" (Dickinson, Gers) – 5:50
7. "The Fugitive" (Harris) – 4:54
8. "Chains of Misery" (Dave Murray, Dickinson) – 3:37
9. "The Apparition" (Harris, Gers) – 3:54
10. "Judas Be My Guide" (Dickinson, Murray) – 3:08
11. "Weekend Warrior" (Harris, Gers) – 5:39
12. "Fear of the Dark" (Harris) – 7:18

### Bonus CD fra genudgivelsen i 1995
1. "Nodding Donkey Blues" – B side fra singlen Be Quick or Be Dead
2. "Space Station #5" – Dobble B side fra 12" singlen Be Quick or Be Dead
3. "Roll Over Vic Vella" – B side fra singlen From Here to Eternity
4. "I Can't See My Feelings" – B Side fra 12" singlen From Here to Eternity
5. "No Prayer For The Dying (live)" – Dobble B side fra singlen From Here to Eternity
6. "Public Enema Number One (live)" – Dobble B side fra singlen From Here to Eternity
7. "Hooks In You (live)" – B side fra singlen Fear of the Dark (live)

## Musikere
- Bruce Dickinson – Vokal
- Dave Murray – Guitar
- Janick Gers – Guitar
- Steve Harris – Bass, bagvokal
- Nicko McBrain – Trommer

med 
- Michael Kenney – Keyboard